# Federazione pallavolistica delle Isole Vergini Americane
La Federazione americo-verginiana di pallavolo (eng. US Virgin Island Volleyball Association) è un'organizzazione fondata per governare la pratica della pallavolo nelle Isole Vergini Americane.
Organizza il campionato maschile e femminile, e pone sotto la propria egida la nazionale maschile e femminile.
Ha aderito alla FIVB nel 1966.